# Katagami
Katagami (Japans: 潟上市, Katagami-shi) is een stad in de prefectuur Akita in het noorden van Honshu, Japan. De stad heeft een oppervlakte van 97,96 km² en begin 2008 ruim 35.000 inwoners.

## Geschiedenis
Katagami werd op 22 maart 2005 een stad (shi) door de samenvoeging van de gemeentes Tenno {天王町 Tennō-machi), Iitagawa (飯田川町, Iitagawa-machi) en Showa (昭和町, Shōwa-machi).

## Verkeer
Katagami ligt aan de Ou-hoofdlijn en de Oga-lijn, beide van de East Japan Railway Company.
Katagami ligt aan de Akita-autosnelweg en aan de autowegen 7 en 101.

## Aangrenzende steden
- Akita
- Oga